# リュカ (小惑星)
リュカ (917 Lyka) は小惑星帯の小惑星。1915年9月5日、クリミア半島のシメイズ天文台でロシアの天文学者グリゴリー・ネウイミンが発見した。
ネウイミンの姉妹の友人に因んで命名されたとも、歴史小説『クォ・ヴァディス』の登場人物から名付けられたとも言われている。